# Ksenofont (imię)
Ksenofont — greckie imię męskie, powstałe ze złożenia członów ksenos — "obcy" i phōnē — "głos". Imię to nosił grecki historyk, uczeń Sokratesa. Patronem tego imienia w Kościele katolickim jest św. Ksenofont z Palestyny (VI wiek).
Ksenofont imieniny obchodzi 26 stycznia.
Znane osoby noszące imię Ksenofont:
- Ksenofont z Aten (zm. ok. 355 p.n.e.) – grecki pisarz, historyk, żołnierz
- Ksenofont z Efezu (zm. w III wieku) - powieściopisarz grecki
- Ksenofon Zolotas — ekonomista grecki, przez kilka miesięcy sprawujący funkcję premiera

Zobacz też:
- (5986) Xenophon, planetoida